# Golf Malíac
El golf Malíac o golf Melieu (Maliacus sinus, Maliacos kolpos: Μαλιακὸς κόλπος) és el nom modern (Maliakos Kolpos) i antic d'un golf del centre de Grècia, a la part oriental, al sud de Tessàlia, entre el districte de Phthiotis i el de Mèlida, tancat per l'extrem nord-oest de l'illa Eubea. A l'entrada del golf hi havia la part nord-oest de l'illa d'Eubea i les illes Likhades, i a l'altre extrem desaiguava el riu Esperqueu.

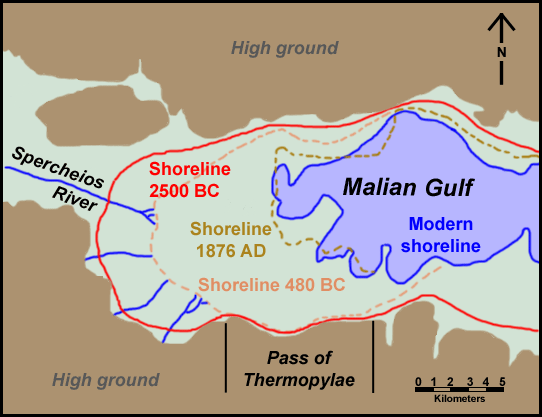
Variació de la línia de la costa des del 2500 aC. La línia del 480 aC correspon a la data de la batalla de les Termòpiles, disputada en aquesta zona.

El seu nom li venia donat pel districte de Mèlida, però sovint era anomenat «golf Lamíac» (Lamiacus Sinus, Lamiacos kolpos: Λαμιακὸς κόλπος) per la ciutat de Làmia i així l'anomenà Pausànies com a mínim tres cops. Al segle passat es va dir Golf de Zituni i la ciutat de Làmia es va dir també Zituni.
A causa dels sediments aportats pel riu Esperqueu i altres corrents menors la superfície del golf s'ha anat reduint al llarg dels segles. Així, les Termòpiles, que en temps clàssics eren un congost i un pas estratègic entre els turons i el golf, ara són una ampla plana costanera.